# Свирачи
Свирачи (болг. Свирачи) — село в Болгарии. Находится в Хасковской области, входит в общину Ивайловград. Население составляет 359 человек.

## Политическая ситуация
В местном кметстве Свирачи, в состав которого входит Свирачи, должность кмета (старосты) исполняет Тянка Димитрова Пехливанова (коалиция в составе 4 партий: Болгарская социал-демократия (БСД), Земледельческий союз Александра Стамболийского (ЗСАС), Объединённый блок труда (ОБТ), Болгарская социалистическая партия (БСП)) по результатам выборов правления кметства.
Кмет (мэр) общины Ивайловград — Стефан Иванов Танев (коалиция партий: Болгарская социалистическая партия, Болгарская социал-демократия, Земледельческий союз Александра Стамболийского, политический клуб «Фракия», объединённый блок труда) по результатам выборов в правление общины.